# Pablo Emiro Salas Anteliz
Pablo Emiro Salas Anteliz (* 9. Juni 1957 in Valledupar) ist ein kolumbianischer Geistlicher und römisch-katholischer Erzbischof von Barranquilla.

## Leben
Pablo Emiro Salas Anteliz besuchte die Grundschule in der Concentración Escolar Santo Domingo und später die weiterführende Schule am Colegio Nacional Loperena in Valledupar. Anschließend studierte er Philosophie und Katholische Theologie am Priesterseminar in Bucaramanga. Am 2. Dezember 1984 empfing er durch den Bischof von Valledupar, José Agustín Valbuena Jáuregui, das Sakrament der Priesterweihe für das Bistum Valledupar.
Salas Anteliz war nach der Priesterweihe zunächst als Pfarrer der Pfarrei San Francisco de Asís de la Paz und als Kaplan an der Escuela Normal María Inmaculada in Manaure sowie als bischöflicher Delegat für die Berufungspastoral tätig. Daneben erlangte er 1989 an der Universidad Santo Tomás in Bogotá ein Lizenziat in Philosophie und Religionswissenschaft. Von 1991 bis 1993 war er Pfarrer der Pfarrei Inmaculada Concepción in Valledupar. Anschließend wurde er zur Fortsetzung seiner Studien nach Rom entsandt, wo er 1995 an der Päpstlichen Universität Gregoriana ein Lizenziat im Fach Dogmatik erwarb und 1996 an der Päpstlichen Fakultät Teresianum ein Lizenziat im Fach Spirituelle Theologie. Nach der Rückkehr in seine Heimat wirkte Salas Anteliz von 1996 bis 2003 als Kanzler der Kurie des Bistums Valledupar und als Rektor der Kathedrale Nuestra Señora del Rosario in Valledupar. Ab 2004 war er erneut Pfarrer der Pfarrei Inmaculada Concepción in Valledupar und ab 2005 zudem Bischofsvikar für die Pastoral im Bistum Valledupar. Daneben lehrte er bereits ab 1996 Dogmatik am Priesterseminar Juan Pablo II in Valledupar.
Papst Benedikt XVI. ernannte ihn am 24. Oktober 2007 zum Bischof von Espinal. Die Bischofsweihe spendete ihm der Bischof von Valledupar, Oscar José Vélez Isaza CMF, am 2. Dezember desselben Jahres im Coliseo Cubierto Juan Monsalva Castilla in Valledupar; Mitkonsekratoren waren José Agustín Valbuena Jáuregui, emeritierter Bischof von Valledupar, und Abraham Escudero Montoya, Bischof von Palmira. Die Amtseinführung im Bistum Espinal fand am 15. Dezember 2007 statt.
Am 18. August 2014 bestellte ihn Papst Franziskus zum Bischof von Armenia. Die Amtseinführung fand am 11. Oktober desselben Jahres statt. Am 14. November 2017 ernannte ihn Papst Franziskus zum Erzbischof von Barranquilla. Die Amtseinführung erfolgte am 9. Dezember desselben Jahres.